# Томас, Рэй
Рэймонд Томас (англ. Raymond Thomas; 29 декабря 1941 года, Вустершир, Англия — 4 января 2018 года, Суррей, Англия) — английский музыкант, певец, мультиинструменталист и композитор, наиболее известный как один из основателей и участник рок-группы The Moody Blues, принимавший участие в записи всех студийных  альбомов группы в XX столетии, начиная с первого (1965) до предпоследнего (1999), за исключением лишь альбома Sur la Mer (1988).
В 2018 году был посмертно введён в Зал славы рок-н-ролла как участник The Moody Blues.

## Сольная дискография
Студийные альбомы
- From Mighty Oaks (1975)
- Hopes, Wishes and Dreams (1976)

## Авторство композиций The Moody Blues
- 1967: "Another Morning" из Days of Future Passed[5]
- 1967: "Twilight Time" из Days of Future Passed
- 1968: "Dr. Livingstone, I Presume" из In Search of the Lost Chord
- 1968: "Legend of a Mind" из In Search of the Lost Chord[6]
- 1968: "Visions of Paradise" (соавт.: Джастин Хейворд) из In Search of the Lost Chord
- 1969: "Dear Diary" из On the Threshold of a Dream[7]
- 1969: "Lazy Day" из On the Threshold of a Dream
- 1969: "Are You Sitting Comfortably?" (соавт.: Джастин Хейворд) из On the Threshold of a Dream
- 1969: "Floating" из To Our Children's Children's Children[8]
- 1969: "Eternity Road" из To Our Children's Children's Children
- 1969: "Watching and Waiting" (соавт.: Джастин Хейворд) из To Our Children's Children's Children
- 1970: "And the Tide Rushes In" из A Question of Balance[9]
- 1970: "The Balance" (соавт.: Грэм Эдж) из A Question of Balance
- 1971: "Procession" (соавт.: Джастин Хейворд, Джон Лодж, Майк Пиндер, Грэм Эдж) из Every Good Boy Deserves Favour[9]
- 1971: "Our Guessing Game" из Every Good Boy Deserves Favour
- 1971: "Nice to Be Here" из Every Good Boy Deserves Favour
- 1971: "The Dreamer" (соавт.: Джастин Хейворд): an out-take now added to the Every Good Boy Deserves Favour CD
- 1972: "For My Lady" из Seventh Sojourn[10]
- 1978: "Under Moonshine" из Octave[11]
- 1978: "I'm Your Man" из Octave
- 1981: "Painted Smile" из Long Distance Voyager[12]
- 1981: "Reflective Smile" из Long Distance Voyager
- 1981: "Veteran Cosmic Rocker" из Long Distance Voyager
- 1983: "I Am" из The Present[13]
- 1983: "Sorry" из The Present
- 1983: "Burning Gas, Smoking Grass" unfinished song from "The Present" sessions
- 1991: "Celtic Sonant" из Keys of the Kingdom[14]
- 1991: "Never Blame the Rainbows for the Rain" (соавт.: Джастин Хейворд) из Keys of the Kingdom
- 1999: "My Little Lovely" из Strange Times[15]